# Vita Zahnfabrik

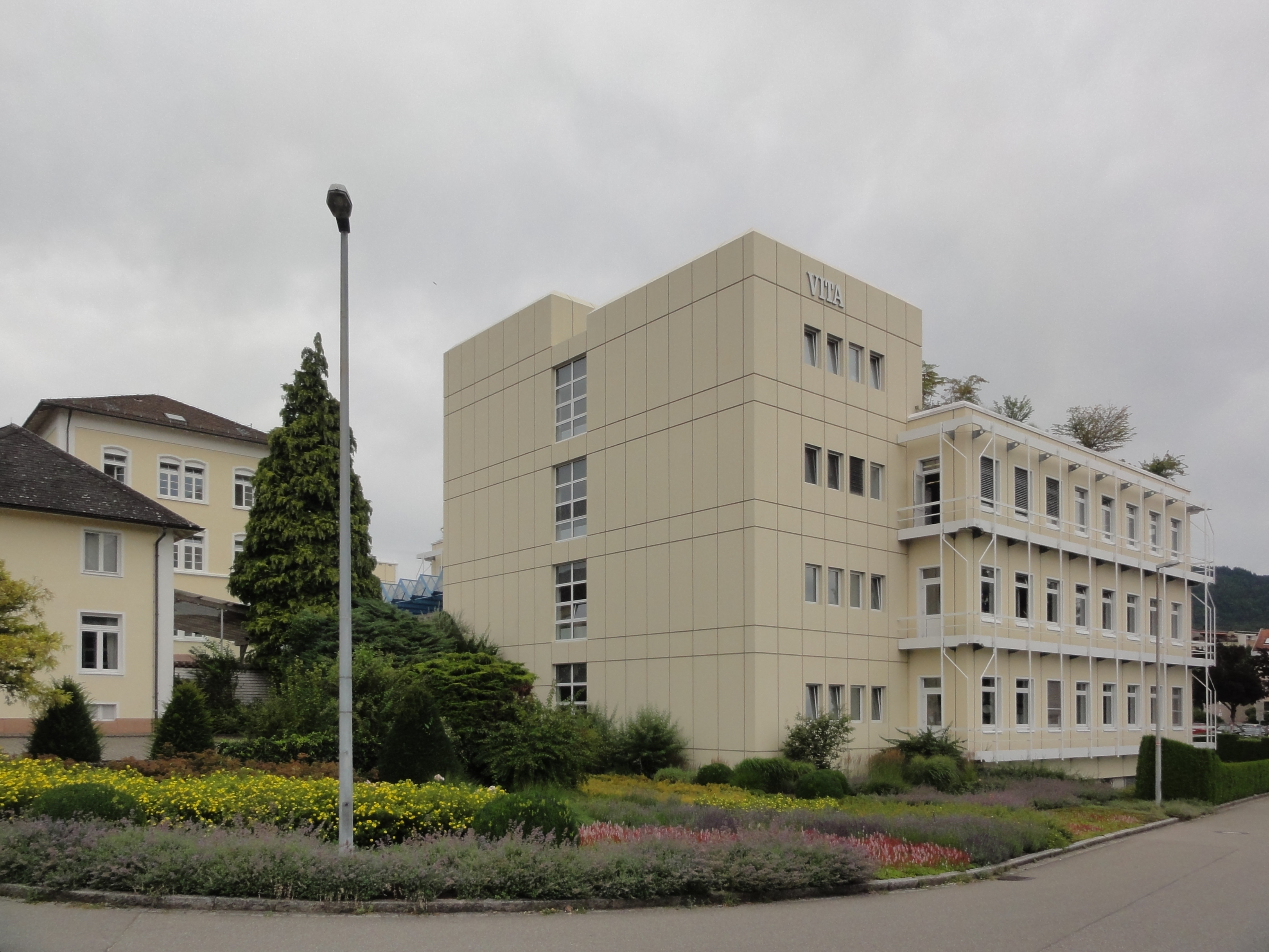
Gebäude

Die Vita Zahnfabrik H. Rauter GmbH & Co. KG (kurz: Vita) ist ein deutsches Unternehmen der Dentalindustrie mit einer Produkt- und Systempalette für Zahnarztpraxen und zahntechnische Labore.
Die Firma wurde im Jahr 1924 von Carl Hiltebrandt zur Herstellung von Porzellan-Zähnen in Essen gegründet.
Der heutige Firmenhauptsitz des Unternehmens ist in der Kurstadt Bad Säckingen, Baden-Württemberg, Deutschland im Dreiländereck Deutschland – Frankreich – Schweiz. Das seit 2015 in vierter Generation geführte Familienunternehmen beschäftigt weltweit rund 770 Mitarbeiter.

## Geschichte

### 1924 bis 1926
Am 17. Juli 1924 gründete der seit 1909 in Essen praktizierende Zahnarzt Carl Hiltebrandt die „Dr. Hiltebrandt Zahnfabrik Aktiengesellschaft“. Der Kaufmann und Unternehmer Heinrich Rauter übernahm von da an den Vorsitz des Aufsichtsrats und unterstützte das Unternehmen finanziell. 1926 wurde der Helios-Zahn auf den Markt gebracht. Der erste künstliche Zahn mit Drei-Schicht-Konzept aus opakem Hartporzellankern in Kombination mit transparenterer Dentin- und Schneidemasse.

### 1927 bis 1933
1927 wurde Heinrich Rauter Hauptaktionär. 1930 änderte er den Firmennamen in „Vita Zahnfabrik“. Die Vita Farbskala mit 24 Farbmustern für die Zahnfarbbestimmung und die erste Dentalkeramik zur Herstellung von individuellem Zahnersatz wurde im gleichen Jahr entwickelt. 1933 wurde die Aktiengesellschaft in eine Gemeinschaft mit beschränkter Haftung umgewandelt. Heinrich Rauter wurde damit zum alleinigen Gesellschafter und Geschäftsführer.

### 1934 bis 1956
1934 wurde die selektive Absorption und Fluoreszenz von Lichtstrahlen am natürlichen Zahn entdeckt und als Lumin-Effekt bezeichnet. Nach der Zerstörung der Werkanlagen im Jahr 1943 während des Zweiten Weltkriegs zog das Unternehmen von Essen nach Bad Säckingen um. Im Jahr 1955 wurde die G.m.b.H. in eine Kommanditgesellschaft umgewandelt. 1956 gelang es erstmals künstliche Zähne so einzufärben, dass sie auch bei künstlichem Licht die natürliche Farbveränderung imitieren. Die im Vakuum gebrannten Keramikzähne Lumin Vacuum entstanden. Analog zu diesen Zähnen ermöglichte jetzt die Lumin-Vacuum Farbskala mit A – D Gruppierung erstmals eine naturgetreue Farbnahme.

### 1962 bis 1983
Die Vita-Metall-Keramik, kurz VMK, wurde 1962 auf den Markt gebracht. Erstmals konnten so Keramikmassen auf eine Edelmetalllegierung gebrannt werden. Bis heute hat sich hierfür die Kurzbezeichnung VMK etabliert. 1983 wurden die mehrfach geschichteten Kunststoffzähne Vitapan eingeführt. Für eine verbesserte Abrasionsbeständigkeit verfügt diese Zahnlinie über einpolymerisierte anorganische Mikrofüllstoffe. Im Rahmen dessen wurde auch der weltweit erste materialübergreifende einheitliche Farbstandard Vitapan classical A1 – D4 auf den Markt gebracht. Dieser Farbstandard wird noch heute von Zahnärzten und Zahntechnikern zur Farbnahme verwendet.

### 1985 bis 1998
Schon 1985 entwickelten der Zahnarzt und Hochschulprofessor Werner Mörmann und der Ingenieur Marco Brandestini die erste CAD/CAM-Fertigung von Restaurationen mit Hilfe einer 3-D-Mundkamera und einer Fräseinheit. Im gleichen Jahr wurde der erste Patient mit einem maschinell gefrästen Vitablocs Inlay aus Feldspatkeramik versorgt. 1998 wurde der Vita System 3D-Master zur dentalen Farbnahme auf den Markt gebracht. Zahnfarben konnten damit in drei Schritten systematisch bestimmt und reproduziert werden.

### 2001 bis 2003
2001 wurden nach dem von Zahnarzt Eugen End entwickelten Bio-Logischen Konzept die Physiodens Kunststoffzähne nach dem Vorbild der Natur eingeführt. Im Jahr 2002 folgte der CAD/CAM-Rohling Vita In-Ceram YZ aus vorgesintertem Zirkondioxid zur Fertigung von vollkeramischen Kronen und Brücken. 2003 erlangte das Vita VM Konzept für die Verblendung von Keramik und Kunststoff seine Marktreife. Im gleichen Jahr wurde das elektronische Spektrofotometer der ersten Generation Vita Easyshade für die digitale Zahnfarbbestimmung entwickelt.

### 2007 bis 2009
Im Jahr 2007 wurden die Vita Lingoform Kunststoffzähne mit anatomisch präabradierten Kauflächen für eine altersgerechte Aufstellung eingeführt. 2008 kam der Vita Linearguide 3D-Master für eine noch übersichtlichere Zahnfarbbestimmung auf den Markt. Die beiden Brennöfen Vita Vacumat 6000 M für alle dentalkeramischen Brände sowie der Brenn- und Pressofen Vita Vacumat 6000 MP wurden 2009 eingeführt. Über das digitale Bedienteil Vita vPad konnten ab jetzt vier Öfen gleichzeitig über ein LED-Farbtouchdisplay gesteuert werden. Der Vita Zyrcomat 6000 MS zum High-Speed-Sintern von Oxidkeramik in 80 Minuten wurde ebenfalls 2009 Teil des Sortiments. Noch im gleichen Jahr wurde mit dem Fokus auf die vollkeramische Implantologie der Geschäftsbereich Vitaclinical gegründet.

### 2010 bis 2013
Die Vitablocs RealLife mit dreidimensionalem Farbverlauf zwischen Dentin und Schneide erlangten 2010 ihre Marktreife. Im Jahr 2011 wurden die Vitapan Plus Kunststoffzähne mit besonders natürlichem Aussehen eingeführt. Die weltweit erste dentale Hybridkeramik Vita Enamic mit dualer Netzwerkstruktur aus polymerinfiltrierter Feldspatkeramik wurde 2013 mit dentin-ähnlichen Eigenschaften auf den Markt gebracht. Im gleichen Jahr erhielt die Hochleistungs-Glaskeramik Vita Suprinity die Marktreife. Erstmals wurde hier eine Glaskeramik mit Zirkondioxid verstärkt.

### 2014 bis 2015
Im Juli 2014 feierte das Unternehmen sein 90-jähriges Jubiläum. Noch im gleichen Jahr gelang mit dem Vita v60 i-Line die Einführung eines Brennofens mit Basisfunktionen. Am Deutschen Zahnärztetag 2014 wurde das Ceramic Implant vorgestellt. Das vollkeramische Implantat besteht aus Yttriumoxid-stabilisiertem Zirkoniumdioxid. Die niedrigviskosen Vita VM LC flow Komposit-Massen ermöglichen seit 2015 eine Detailschichtung im Hals- und Schneidebereich. Ebenfalls 2015 wurde auch das Vita Easyshade V eingeführt. Das elektronische Gerät zur digitalen Zahnfarbbestimmung ermöglicht kombiniert mit der App Vita mobileAssist eine Farbkommunikation zwischen Zahnarztpraxis und Dentallabor. 2015 wurden die Vita Implant Solutions, CAD/CAM-Blöcke mit integrierter Schnittstelle für die Implantologie, eingeführt.

## Kompetenzbereiche
Vita gilt als Pionier im dentalmedizinischen Bereich. Die heute weltweit bekannte VMK (Vita-Metall-Keramik) war das erste in Europa entwickelte Metall-Keramik-Verblendsystem (1962). Die Einführung der Vitablocs (1986) und der Vita In-Ceram Technik (1993) war der Durchbruch für die Herstellung vollkeramischer zahnärztlicher Restaurationen mit CAD/CAM. Seitdem wurden weltweit über 30 Millionen Restaurationen aus Vita Vollkeramik gefertigt.
Das Vita System 3D-Master (1998) ist ein System zur Farbbestimmung in der Zahnmedizin. Es ermöglicht eine Zusammenarbeit zwischen Zahnarzt und Zahntechniker und deckt den gesamten Zahnfarbraum ab. Mit den Farbskalen und digitalen Farbmessgeräten von Vita lassen sich sämtliche Zahnfarben exakt bestimmen und anschließend reproduzieren. Die Zahnfarbbestimmung wurde mit der Einführung von Vita Easyshade (2008) zusätzlich vereinfacht, so dass Zahnärzte schnell sämtliche Zahnfarben digital sicher bestimmen und kontrollieren können.
Die Vita-Zahnfarben (für Dentalkeramik, Kunststoffzähne, Komposit-Füllungsmaterialien oder Verlaufskontrolle beim Zahnaufhellung) haben sich in Deutschland als Quasi-Industrienorm für die Zahnfarbbestimmung etabliert. Der bis 1990 in Deutschland noch verbreitete konkurrierende BIO-Farbring ist praktisch vom Markt verschwunden.

### Forschung und Entwicklung
Am Standort Bad Säckingen betreibt Vita ein eigenes Forschungs- und Entwicklungszentrum. Außerdem kooperiert Vita weltweit mit Universitäts- und Lehreinrichtungen, Zahnärzten und Zahntechnikern und fördert internationale zahnmedizinische Spitzenforschung.

### Schulungszentren und Fortbildungsprogramme
Vita betreibt in Deutschland und Österreich 2 VITA Akademien, 1 CAD/CAM Trainingscenter, rund 25 Schulungs- und Trainingscenter und bietet ein breites Spektrum an Kurs- und Fortbildungsangeboten für Zahnärzte, Praxismitarbeiter und Zahntechniker. Ergänzend werden Kurse und Workshops direkt in Praxen oder Zahnlaboratorien angeboten.